# María Martínez (volleybollspelare)
María Martínez, född 19 maj 1995, är en colombiansk volleybollspelare (vänsterspiker).
Martínez spelar med Colombias landslag och har med dem tagit silver vid panamerikanska spelen 2019 samt sydamerikanska mästerskapen 2019 och 2021. Hon spelade också i VM 2022. Hon har spelat med klubbar i Colombia och Frankrike.